# Ginés Garre Egea
Blahoslavený Ginés Garre Egea, řeholním jménem Elias María (9. října 1910, Barcelona – 29. července 1936, Clot dels Aubens) byl španělský římskokatolický novic Řádu karmelitánů a mučedník.

## Život
Narodil se 9. října 1910 v Barceloně.
Od mládí pracoval jako krejčí. Vynikal svou krásou a elegancí. Když mu bylo 25 let, rozhodl se pro řeholní život. Dne 27. dubna 1936 započal jeho noviciát v Tàrreze a přijal jméno Elias María.
Před vypuknutím Španělské občanské války již v zemi vypukla protikatolická nálada. Tato nálada se nevyhnula ani klášteru v Tàrreze, kde započala už roku 1934. Od října byly zdi kláštera hlídány komunisty. Následně v červnu 1936 byla bratrům zakázána práce v nemocnicích a na školách. Dne 20. července byli bratři varováni před útokem a převor kláštera otec bl. Àngel se rozhodl uzavřít kostel a pět kandidátů a dva novice poslal domů. Dalšího dne byli vyzváni opustit klášter. Otec Àngel chtěl získat povolení odjezdu bratrů do Itálie, což se mu nepodařilo. Poté byl on, Elias a deset spolubratrů zatčeno a v noci byli odvezeni na místo zvané Clot dels Aubens nedaleko Cervery. Zde byli všichni zastřeleni. Před výstřely volali Ať žije Kristus Král!. Stalo se tak 29. července 1936.
Těla mučedníků byla spálena a zbytky ostatků byly jedním knězem sesbírány a uloženy do karmelitánského kostela v Tàrreze.

## Proces blahořečení
Jeho proces blahořečení byl zahájen roku 1959 v arcidiecézi Barcelona spolu s dalšími patnácti karmelitánskými spolubratry a jednou řeholnicí.
Dne 26. června 2006 uznal papež Benedikt XVI. jejich mučednictví. Blahořečeni byli 28. října 2007.